# Twierdzenie o medianowym wyborcy

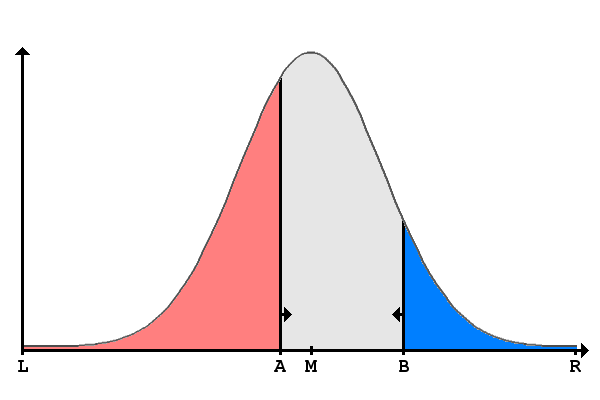
Na osi poziomej znajdują się uszeregowane preferencje od skrajnie lewicowych (L) do skrajnie prawicowych (R). Jeżeli partie A i B chcą zdobyć głos medianowego wyborcy i tym samym większość głosów muszą zmienić swoje programy w stronę centrum. Obszary zaznaczone na różowo i niebiesko odpowiadają preferencjom wyborców, których głosów mogą partie odpowiednio A i B oczekiwać przy obecnych programach.

Twierdzenie o medianowym wyborcy (także twierdzenie Duncana Blacka o medianowym wyborcy, teoria medianowego wyborcy lub model medianowego wyborcy) - twierdzenie sformułowane w 1948 roku przez Duncana Blacka i spopularyzowane w opublikowanej w 1957 roku pracy Anthony'ego Downsa.

## Treść twierdzenia
"Dla preferencji jednowierzchołkowych i nieparzystej liczby wyborców punkt idealny wyborcy medianowego jest zwycięzcą Condorceta, a relacja społecznej preferencji, ustalona przez głosowanie większościowe, jest przechodnia, z punktem idealnym medianowego wyborcy jako najbardziej preferowanym"

## Założenia
- preferencje polityczne można w spójny sposób uszeregować, np. od skrajnie lewicowych do skrajnie prawicowych
- funkcja preferencji politycznych jednego wyborcy ma tylko jedno maksimum (preferencje wyborców są jednowierzchołkowe), tzn. jeśli najbardziej odpowiada mu opcja o wartości 60 wśród opcji uszeregowanych np. od skrajnie lewicowych (0) do skrajnie prawicowych (100) to na przedziale (0; 60) jego preferencje rosną, a na przedziale (60; 100) maleją
- każdy głosujący dysponuje dokładnie jednym głosem

Wyborcą medianowym jest ten, którego punkt idealny (preferencje, dla których funkcja preferencji osiąga maksimum) stanowi medianę wśród punktów idealnych wszystkich wyborców (tzn. w przytoczonym wyżej przykładzie, tyle samo jest osób mających poglądy nie mniej prawicowe od wyborcy medianowego co mających poglądy nie mniej lewicowe od niego). Zwycięzcą Condorceta jest rozwiązanie (kandydat, partia będący odzwierciedleniem odpowiednich preferencji), które wygrywa ze wszystkimi pozostałymi w przypadku porównywania parami i głosowania metodą większościową (spełnia kryterium Condorceta).

## Implikacje
Zakładając, że rzeczywistość odpowiada przyjętym założeniom, a ordynacja wyborcza pozwala na wyłonienie zwycięzcy zgodnie z kryterium Condorceta (np. w przypadku systemu dwupartyjnego lub dwóch kandydatów), kandydaci powinni kształtować swoje programy tak, aby odzwierciedlały one preferencje medianowego wyborcy. Amerykański publicysta Mickey Kaus podał dowody, że zjawisko kształtowania programów zgodnie ze wskazówkami płynącymi z twierdzenia o medianowym wyborcy miało miejsce podczas wyborów prezydenckich w Stanach Zjednoczonych w 2000 i 2004 roku. Oczywiście założenie o spełniającej kryterium Condorceta ordynacji wyborczej jest często niespełnione (np. w wyborach parlamentarnych w Polsce), podobnie jak założenie o jednowierzchołkowych preferencjach: łatwo wyobrazić sobie np. sytuację, w której część wyborców opowiada się za albo całkowitym albo zerowym finansowaniem służby zdrowia ze środków publicznych (ich zdaniem najlepiej finansować wszystko albo nic), natomiast reszta opowiada się za częściowym finansowaniem. W tym przypadku nie można z góry wskazać wyborcy, którego preferencje powinien w swoim programie odzwierciedlić kandydat chcący zdobyć najwięcej głosów.